# Avenida Libertador General Bernardo O'Higgins
La avenida Libertador General Bernardo O'Higgins, mayormente conocida como La Alameda o Alameda del Libertador Bernardo O'Higgins, es la principal avenida de la ciudad de Santiago, la capital de Chile.
Con un trazado de casi ocho kilómetros, es la columna vertebral del transporte público y privado de la ciudad. Recorre en dirección poniente-oriente las comunas de Lo Prado, estación Central y Santiago, siendo en las dos últimas la avenida principal. Se extiende desde el nacimiento de la avenida Los Pajaritos y la ruta CH-68 —autopista que une la capital chilena con el Gran Valparaíso— hasta la plaza Baquedano, donde cambia su nombre por avenida Providencia.
Tiene dos bifurcaciones: la primera, entre la estación Central y la Universidad de Santiago, lleva el nombre de avenida Víctor Jara; la segunda, frente al cerro Santa Lucía, recibe el nombre de avenida Diagonal Paraguay. Posee una ciclovia en el bandejón central desde la avenida Las Rejas hasta la avenida Ricardo Cumming; entre este punto y la calle Bandera, el bandejón central se transforma en un parque urbano con variados monumentos que se estrecha nuevamente como un pequeño jardín central.

## Historia

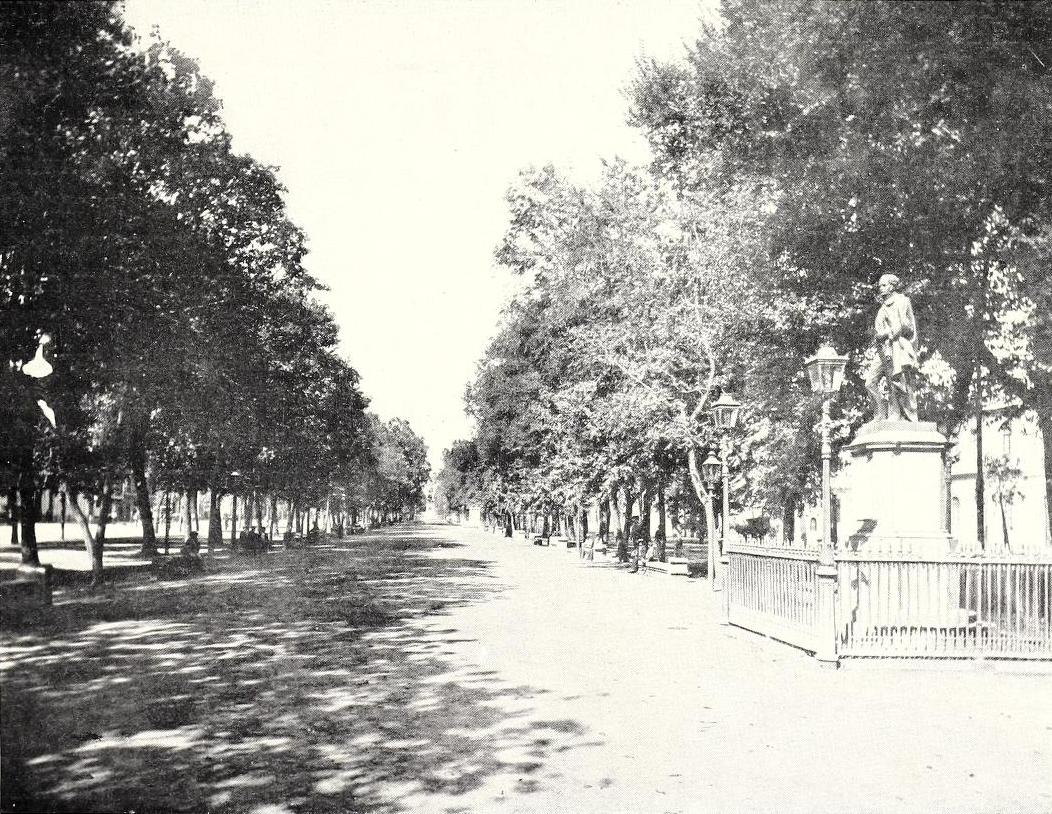
Alameda de las Delicias en 1904.

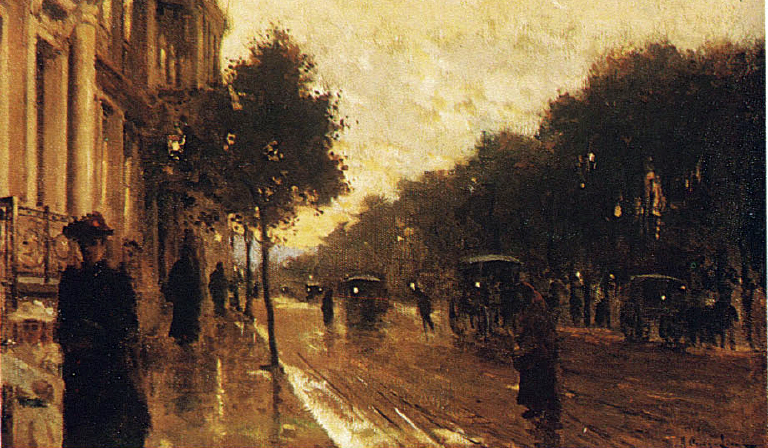
Alameda de las Delicias por Alberto Orrego.

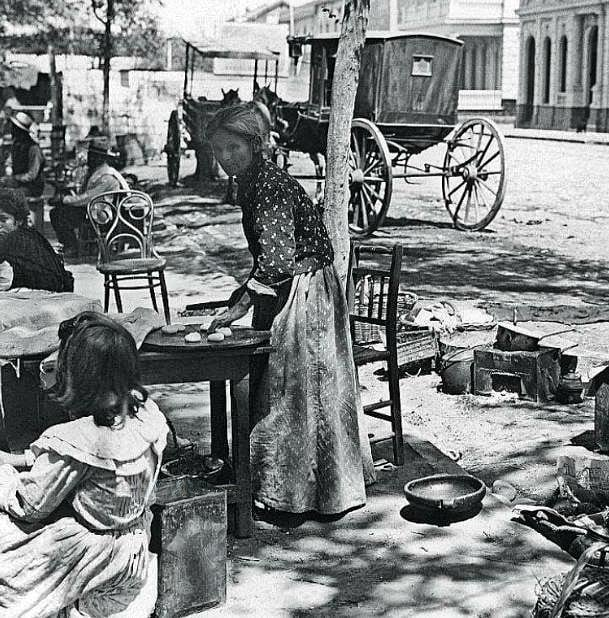
Mujer haciendo pequénes en la alameda de las delicias c.1902.

Su origen se remonta a la fundación de Santiago. El 12 de febrero de 1541 es fundada Santiago de Nueva Extremadura por el conquistador español Pedro de Valdivia. El pueblo se construyó en una zona especial para evitar posibles ataques de invasores extranjeros o indígenas: entre el cerro-fortaleza Huelén, renombrado por los españoles como Santa Lucía, y los dos brazos del río Mapocho. El cauce norte y principal abastecía de agua a la ciudad, y el sur, un pequeño cauce que transcurría por unos pocos kilómetros fue utilizado como basurero. Debido a la ubicación de un convento franciscano, se denominó a esta zona como La Cañada de San Francisco.
Sin embargo, el aspecto de vertedero que tuvo durante el período colonial cambiaría cuando, en un decreto firmado el 7 de julio de 1818, el director Supremo Bernardo O'Higgins ordenara la remodelación de La Cañada y su conversión en la Alameda de Las Delicias —nombre que adquirió el 28 de julio de 1821—. Cuatro filas de álamos traídos desde Mendoza fueron plantados y se diseñaron platabandas centrales. Durante gran parte del siglo XIX, la Alameda de las Delicias fue el paseo de la élite chilena. La Pérgola de las Flores, un mercado de estos productos, fue todo un símbolo del paseo. Fue tal su importancia que se produjo una importante obra teatral sobre este ambiente.
En 1857, y con la inauguración de la Estación Central de Ferrocarriles, la Alameda fue extendida hacia el poniente; al año siguiente, el 10 de junio de 1858 es inaugurado el primer servicio de tranvías de tracción animal de la ciudad: el «Ramal de la Cañada», que circulaba por la Alameda desde la estación de ferrocarriles hasta la iglesia de San Diego. Durante la administración de la ciudad de Benjamín Vicuña, el Cerro Santa Lucía fue convertido en paseo y se instalaron estatuas a lo largo de la Alameda.
Mediante el decreto ley 346 de la Junta de Gobierno, publicado el 23 de marzo de 1925, la Alameda de las Delicias cambió su nombre a «Avenida Presidente Alessandri» a solicitud del Comité Pro-Regreso del Presidente Alessandri y las sociedades obreras de Santiago; sin embargo, el propio Arturo Alessandri rechazó dicha denominación y cuatro días después, el 27 de marzo de 1925, era publicado en el Diario Oficial de la República de Chile un nuevo decreto ley, el número 432, que revertía la decisión y cambió el nombre a «Avenida Bernardo O'Higgins». Anteriormente, en 1911 la Municipalidad de Santiago había intentado sin éxito que la avenida llevara el nombre del prócer chileno.
Ya en el siglo XX, los automóviles comenzaron a dominar la avenida, que fue llamada en honor a su creador. Las micros, buses de la locomoción colectiva, produjeron un caos en la Alameda debido a la gran cantidad de máquinas que transitaban por la avenida.
Durante la década de 1970, la avenida fue completamente modificada, especialmente debido a la construcción de la Carretera Panamericana en la zona de Los Héroes y la construcción de la primera línea del Metro de Santiago que la recorre por debajo en su totalidad. En 1969 se inició la construcción de la rotonda existente en la intersección de la Alameda con la avenida Pajaritos y la Ruta 68; dicha obra fue inaugurada en tramos a partir de 1974, año en el que también se realizaron remodelaciones en la Alameda mediante la instalación de jardines y mobiliario urbano, principalmente en su bandejón central.
A partir de 2007, el pavimento de la Alameda fue completamente remodelado para la aplicación del sistema de transporte público Transantiago, dejando un total de cinco vías por cada sentido separadas por un bandejón que, en gran parte, es un parque con estatuas y los álamos que le dieron nombre a la avenida.

## Edificios
En la Alameda se encuentran algunos de los principales edificios de la ciudad.
El Palacio de La Moneda, ubicado en el lado norte de la Alameda, es sin duda el principal hito arquitectónico de la avenida. A su alrededor se encuentra el Barrio Cívico, un conjunto de edificios destinados a las actividades administrativas del Gobierno. Hasta el 2004, la cara sur del Palacio de La Moneda estaba separada de la Avenida por la Plaza de la Ciudadanía, en la que se ubicaba un monumento a Arturo Alessandri Palma. En el costado sur de la Alameda se ubicaba la Llama de la Libertad, junto a la cual se ubicaba la tumba de Bernardo O'Higgins y su monumento. Sin embargo, con motivo del Bicentenario de la República, se construyó la Plaza de la Ciudadanía, une ambas plazas y alberga el Centro Cultural Palacio de La Moneda.
A una cuadra hacia el este se ubica la Casa Central de la Universidad de Chile. En el lado norte de la avenida se encuentra el Paseo Ahumada, la vía peatonal más transitada del país y principal sector comercial de la ciudad. En esa misma zona se encuentra el Club de La Unión, la Bolsa de Comercio de Santiago y las sedes de las principales instituciones bancarias del país, como Banco del Estado de Chile y la Biblioteca Nacional de Chile.
Otros edificios de importancia ubicados junto a la Alameda son la Casa Central de la Pontificia Universidad Católica de Chile y de la Universidad de Santiago de Chile, la Iglesia de San Francisco, los palacios del Barrio Brasil, la iglesia de la Gratitud Nacional en el Barrio República, la Universidad de Santiago, el Planetario, el edificio de la Estación Central, entre otros. El ex Edificio Diego Portales, construido en 1972 y sede del Gobierno entre 1973 y 1981 tras el bombardeo a La Moneda, también se ubica en esta avenida y actualmente es el Centro cultural Gabriela Mistral.

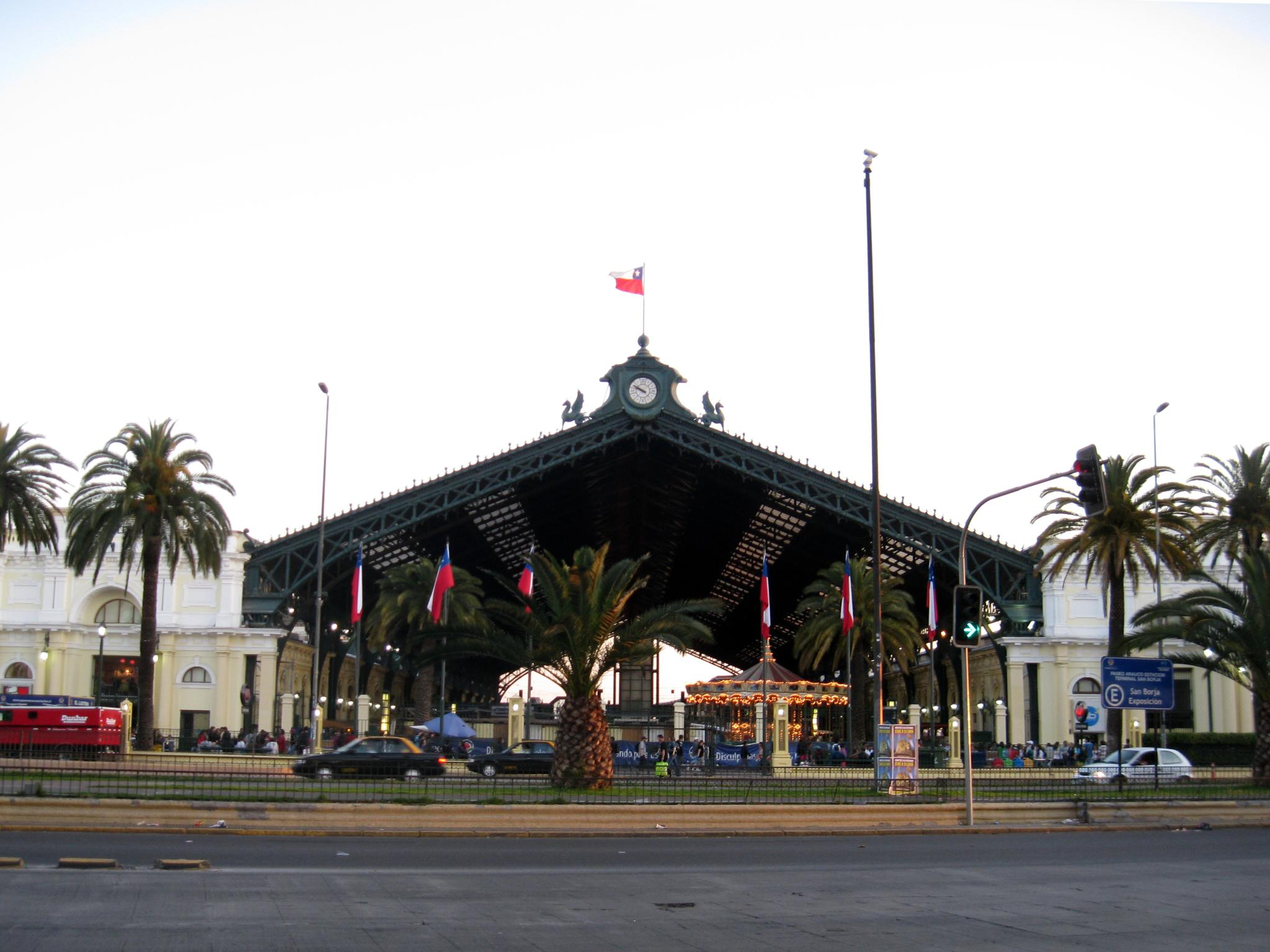
Estación Central de Santiago
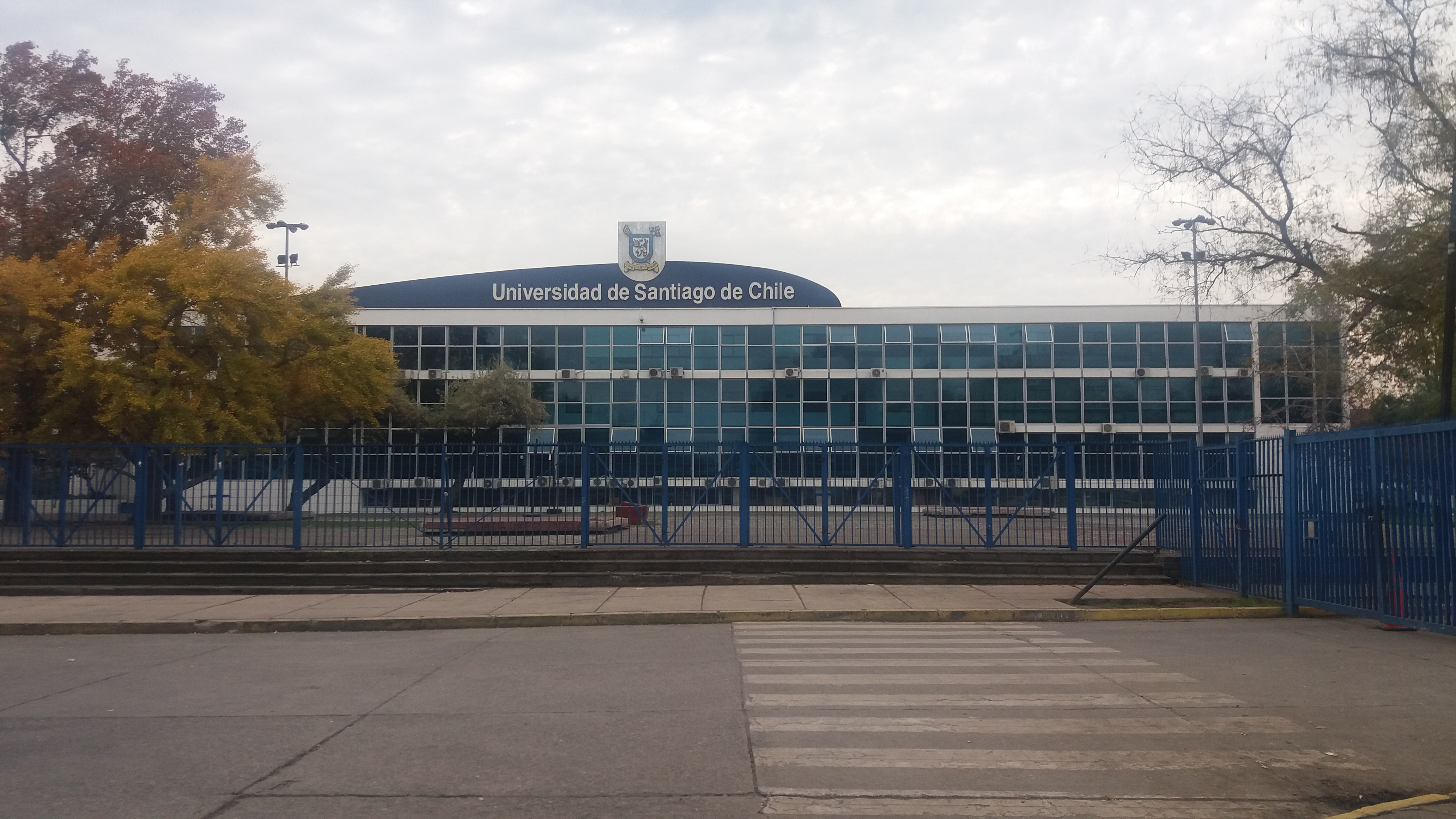
Universidad de Santiago de Chile
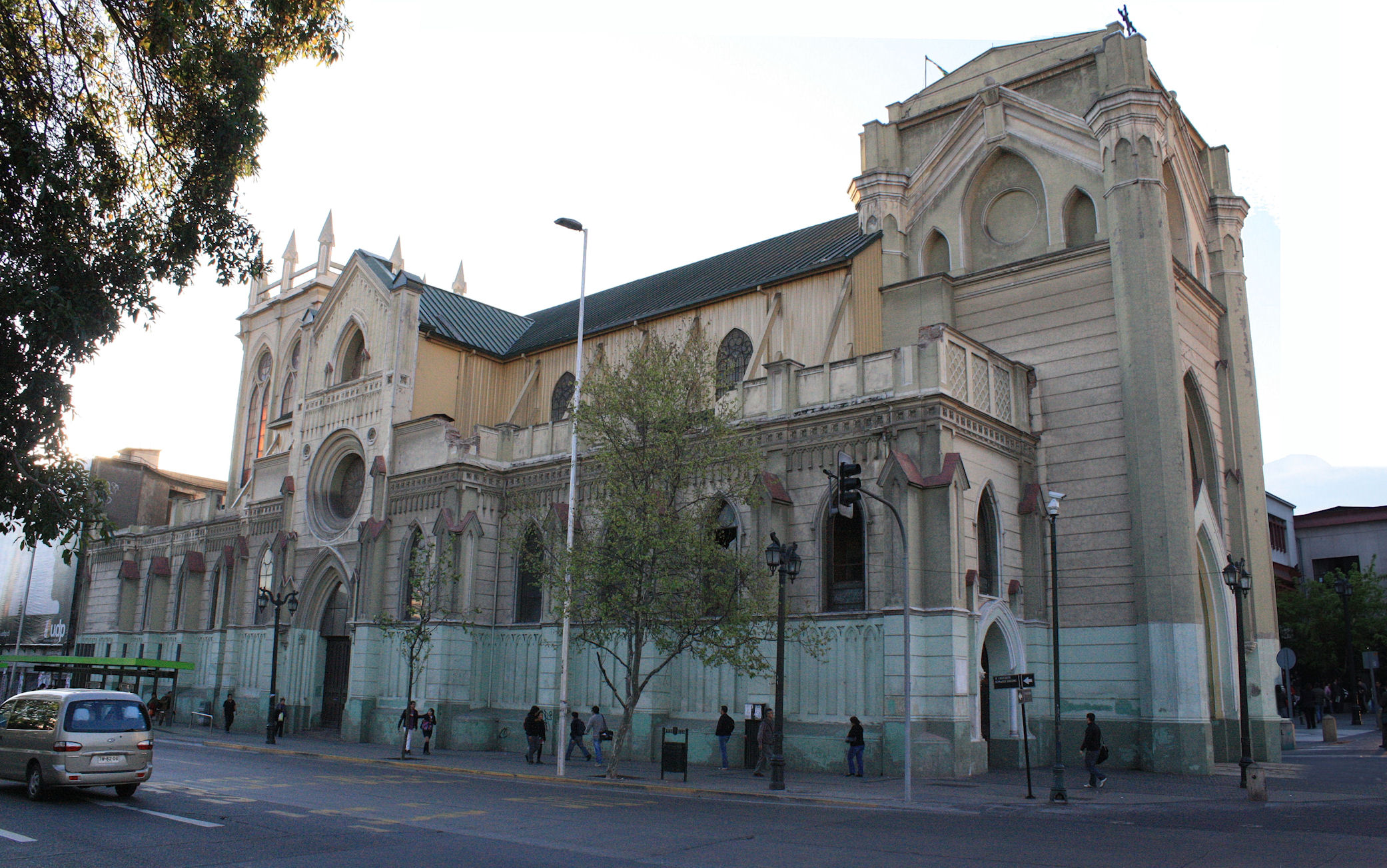
Iglesia de la Gratitud Nacional
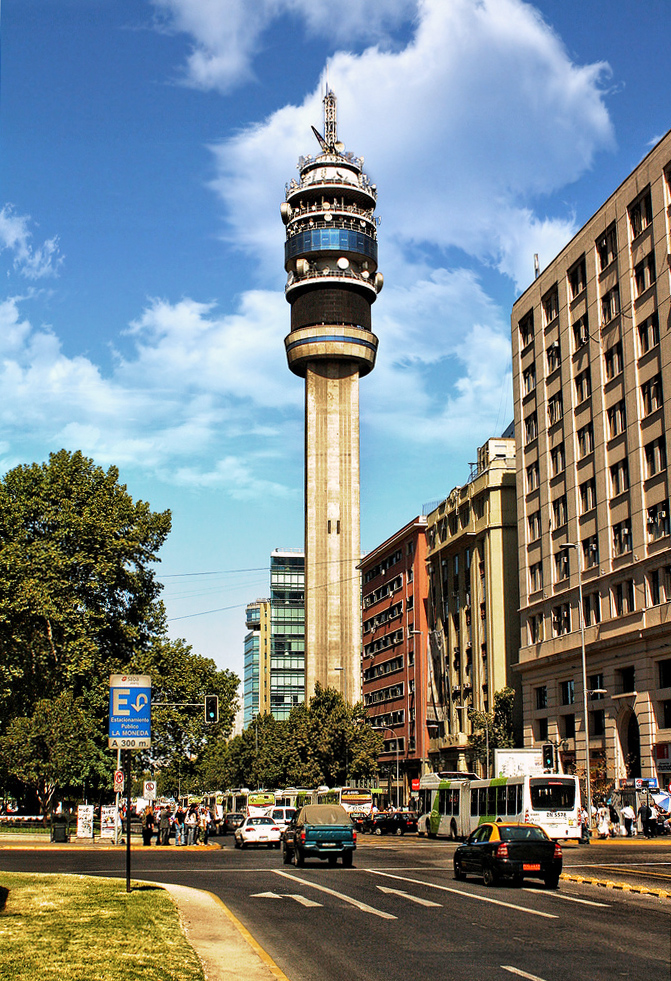
La Torre Entel
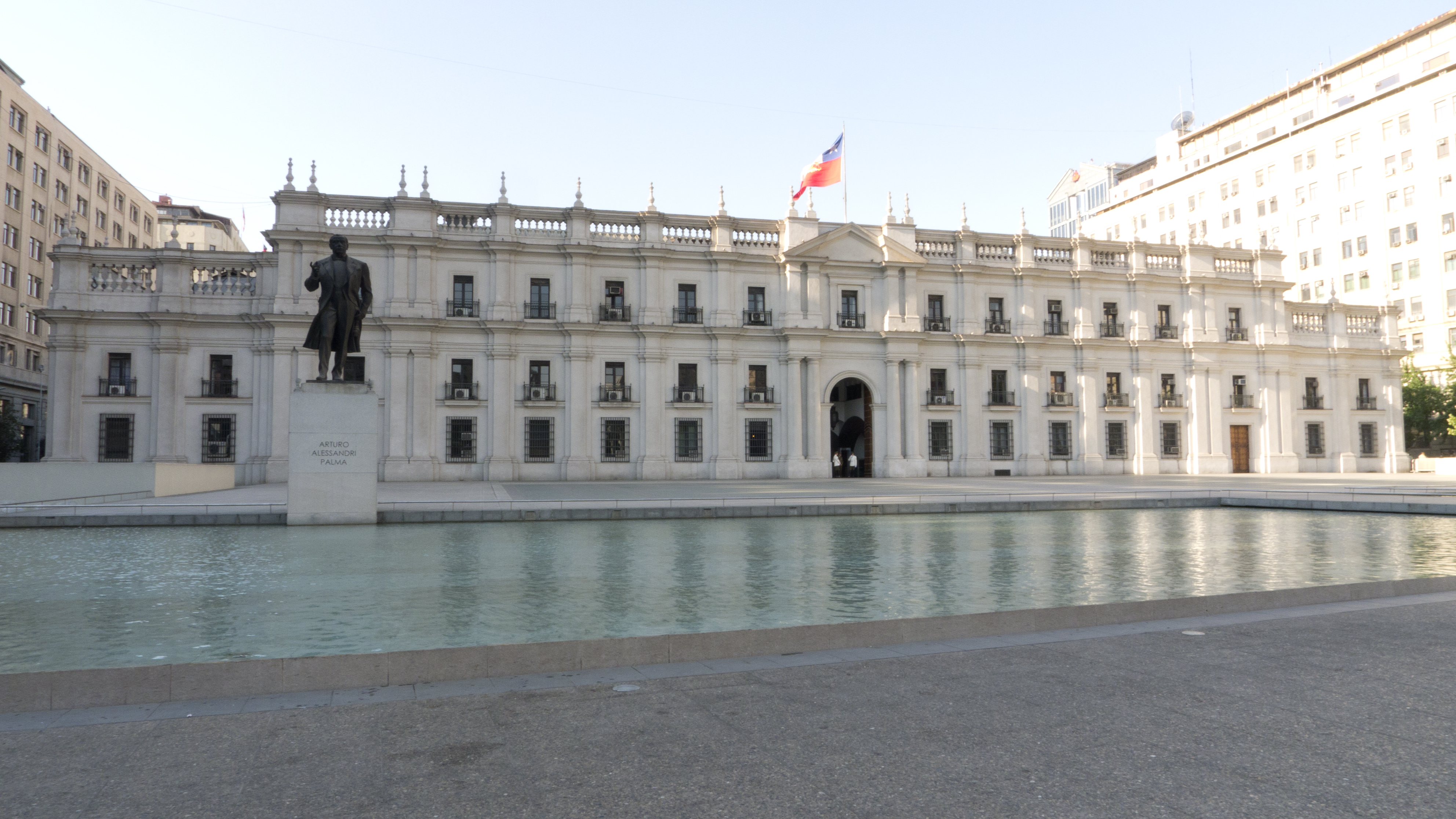
Palacio de La Moneda
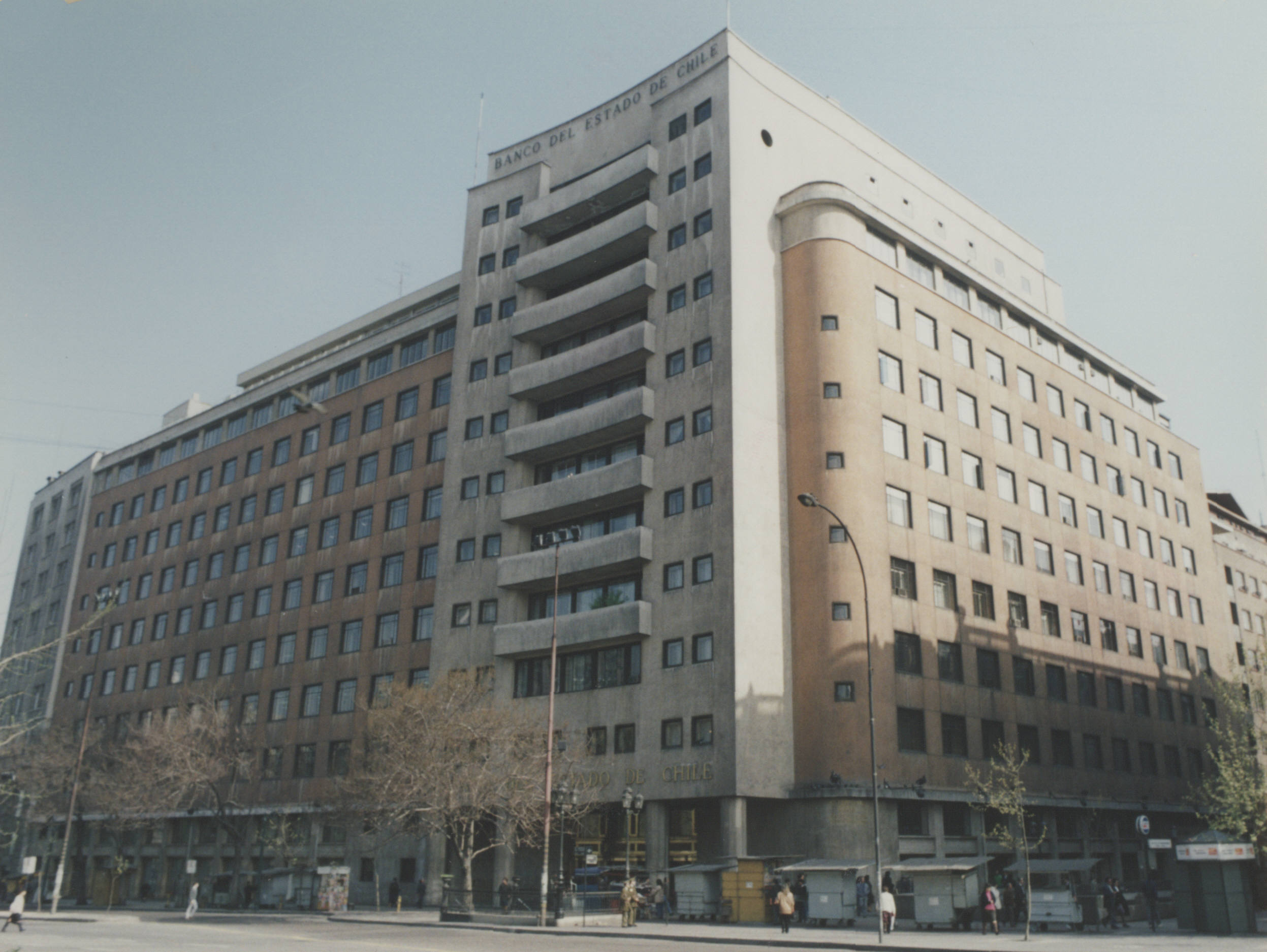
Casa central del Banco del Estado de Chile
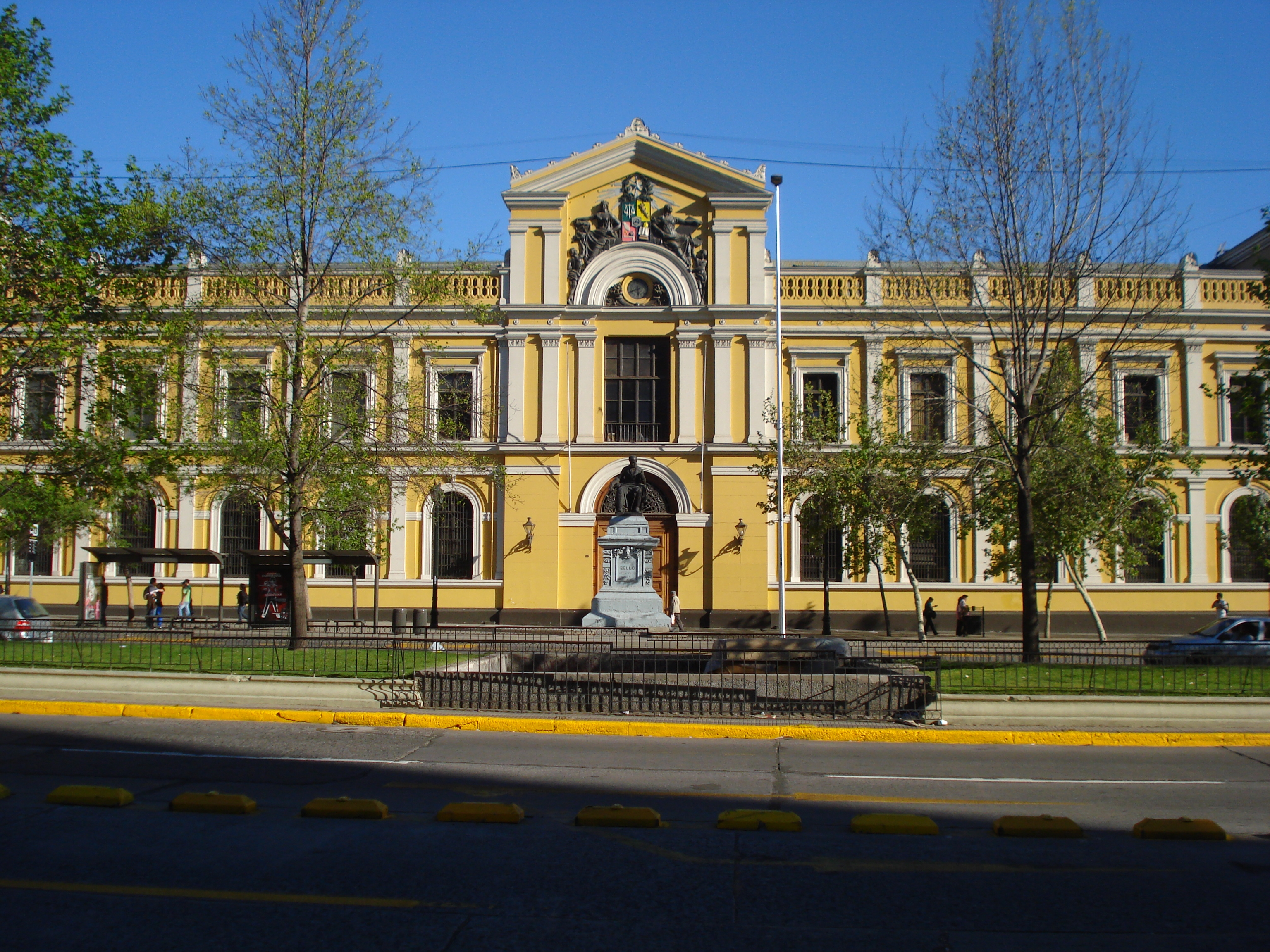
Casa Central de la Universidad de Chile
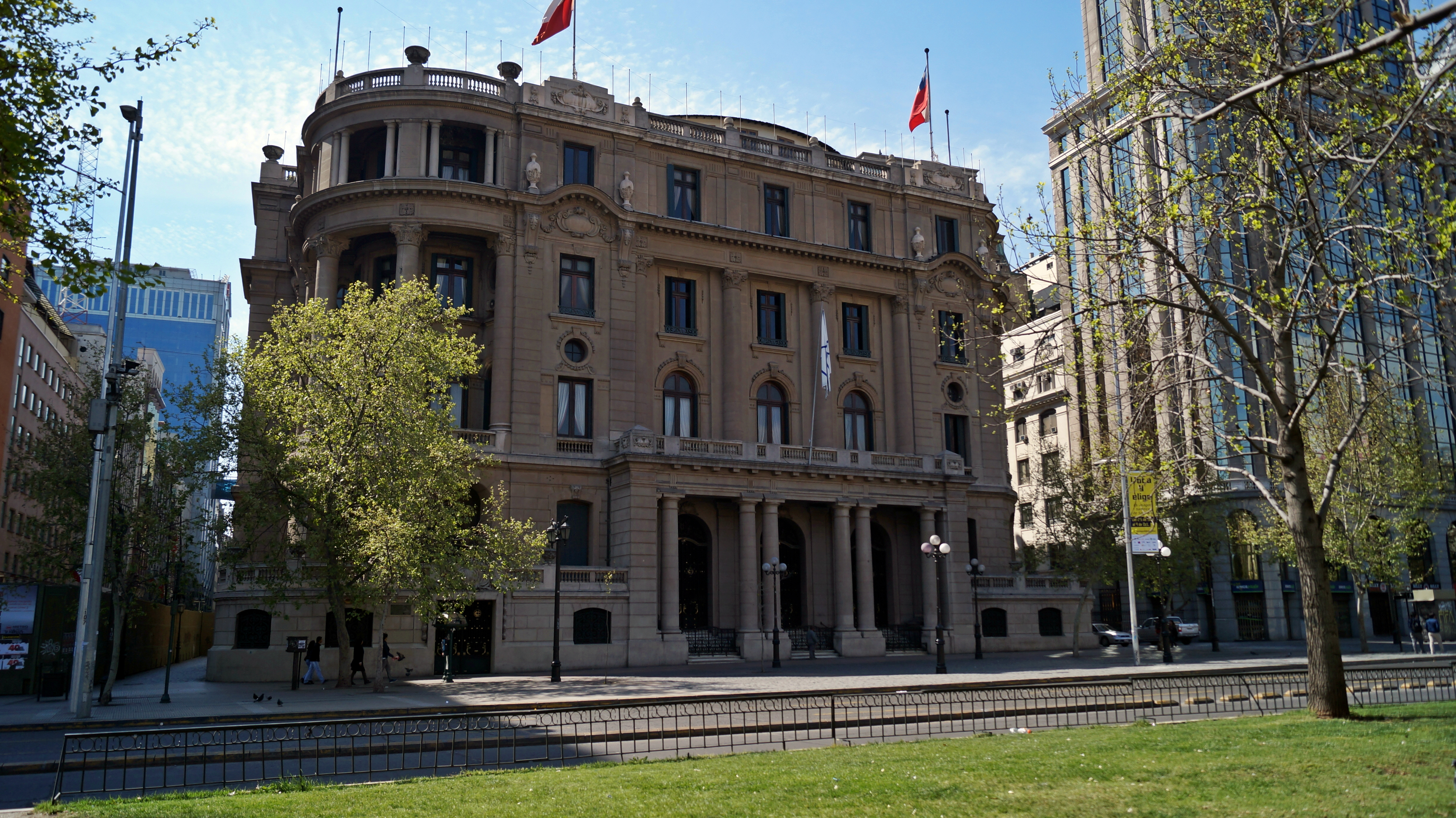
Club de la Unión
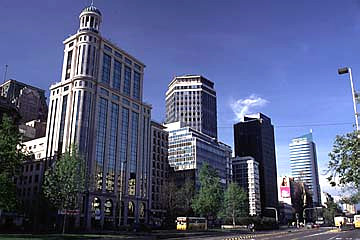
Vista de la esquina de Alameda con el Paseo Ahumada
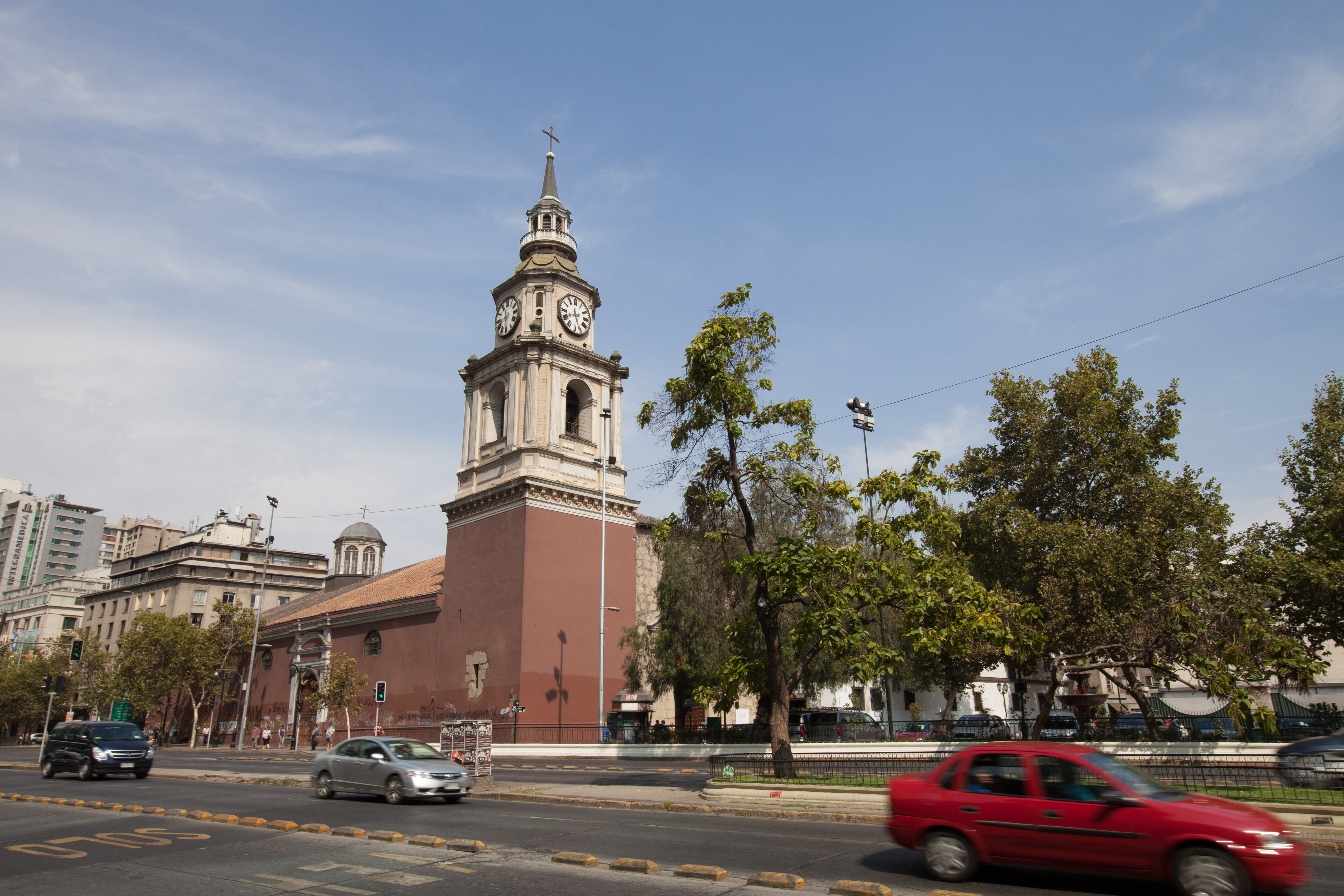
Iglesia de San Francisco
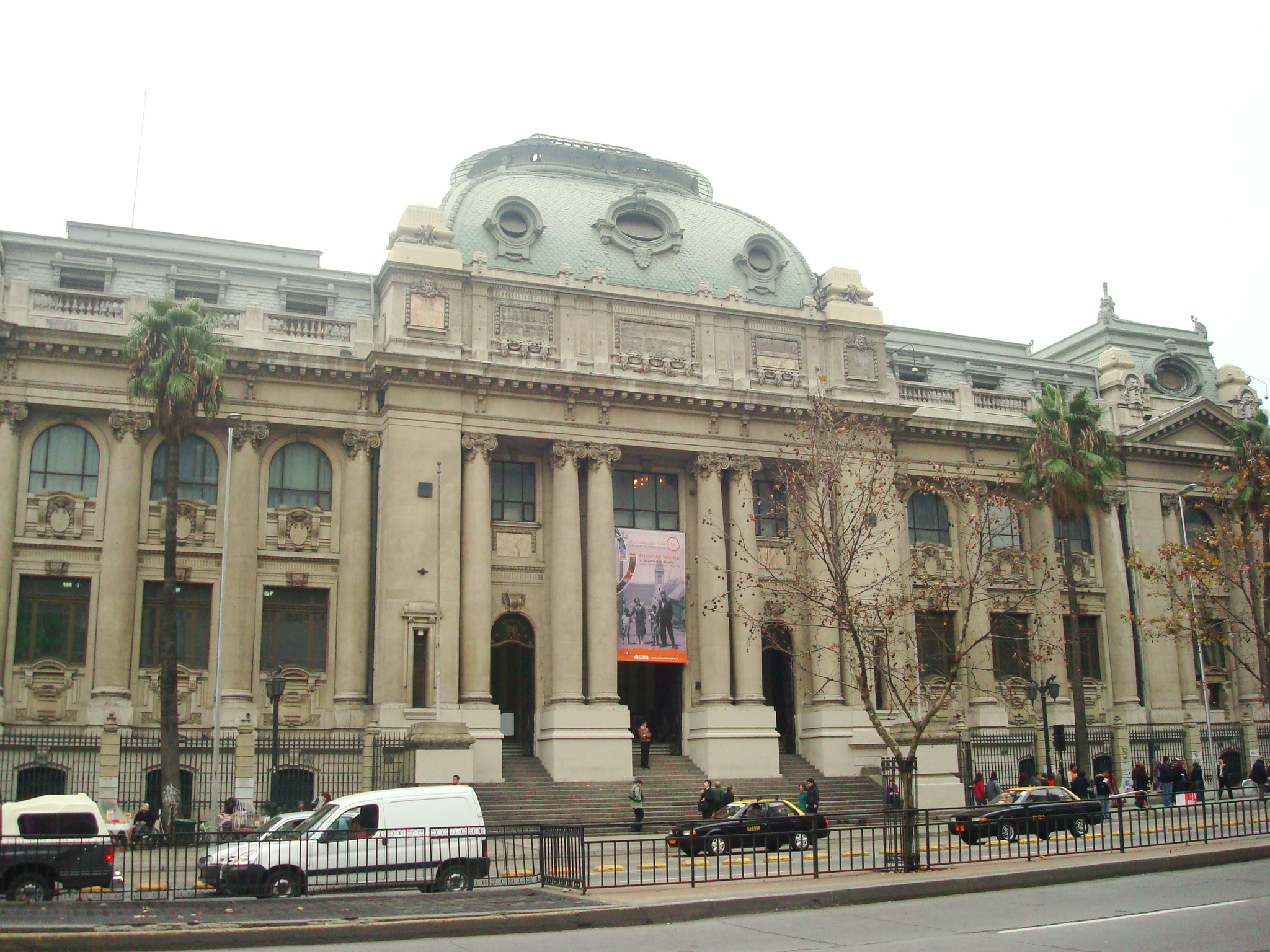
Biblioteca Nacional de Chile
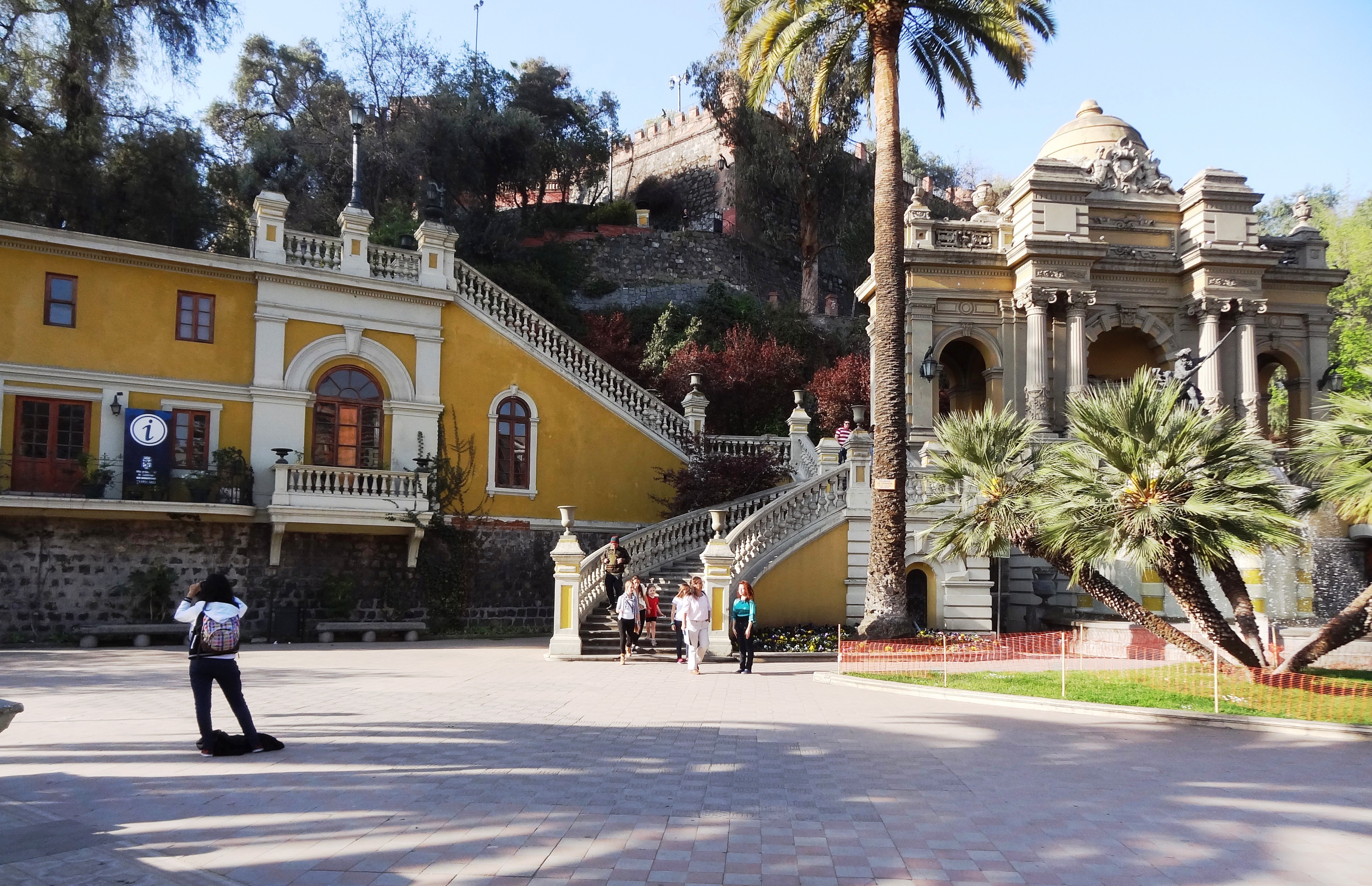
Cerro Santa Lucía
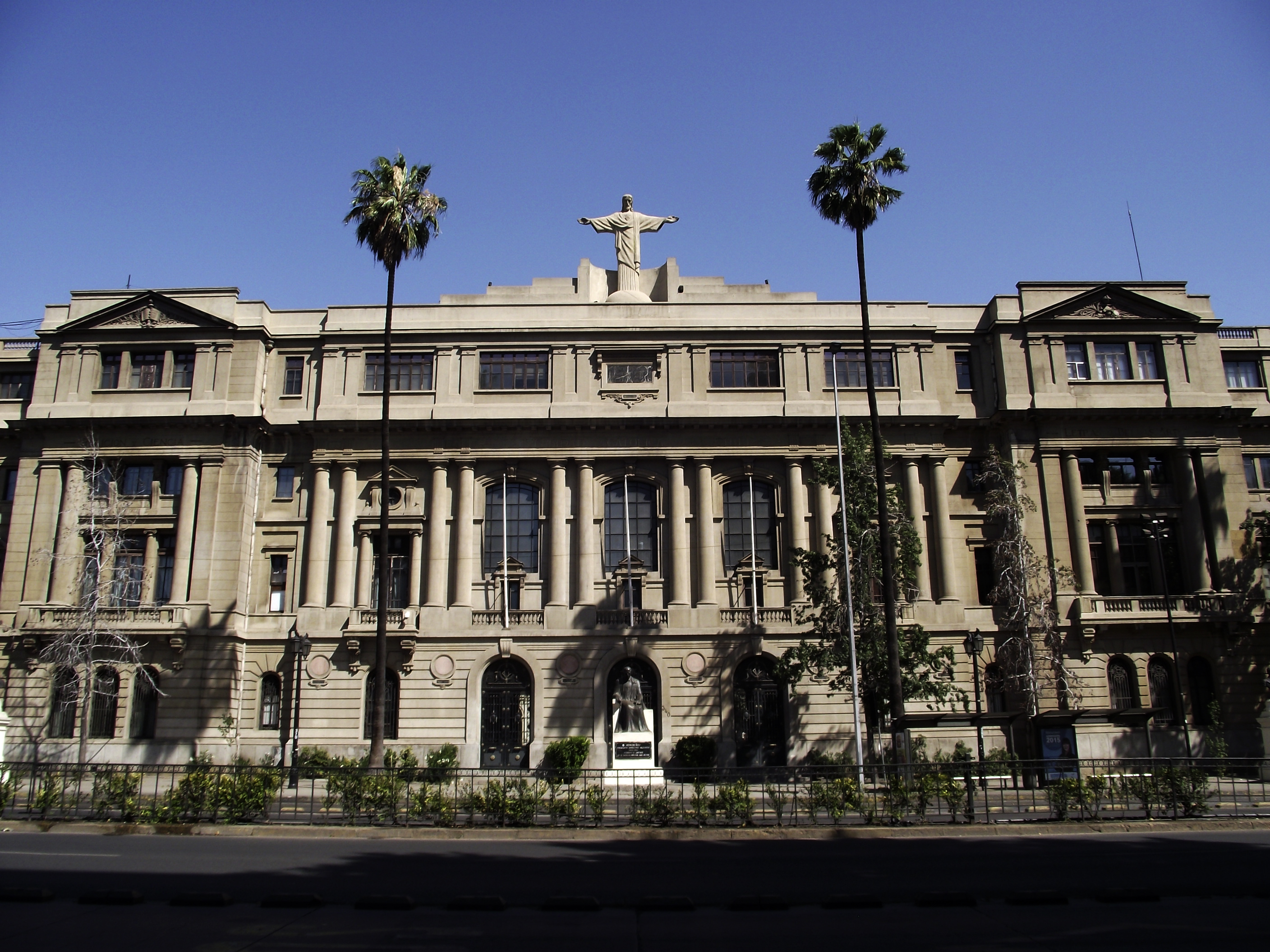
Casa Central de la Universidad Católica de Chile
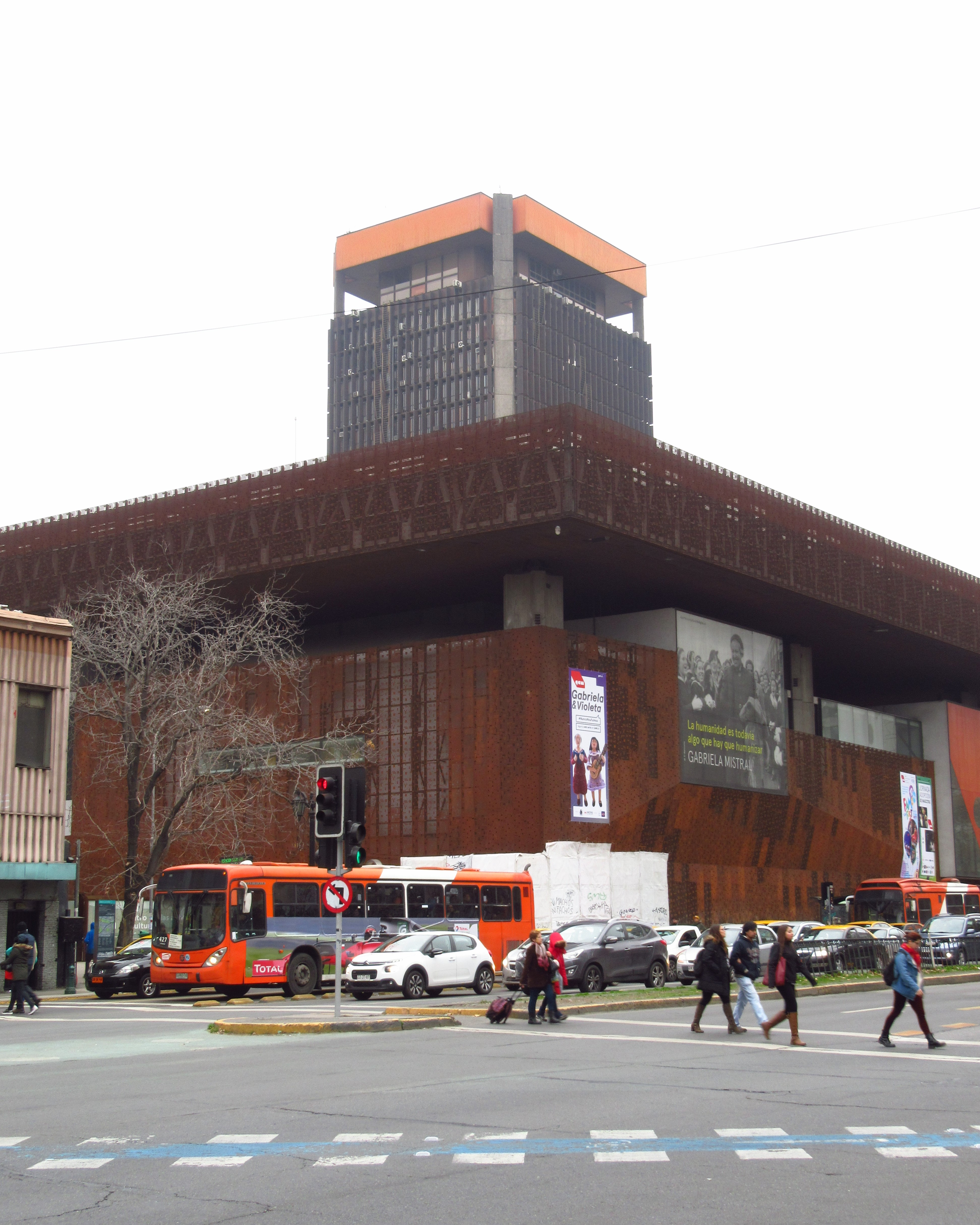
Centro Cultural Gabriela Mistral

## Monumentos

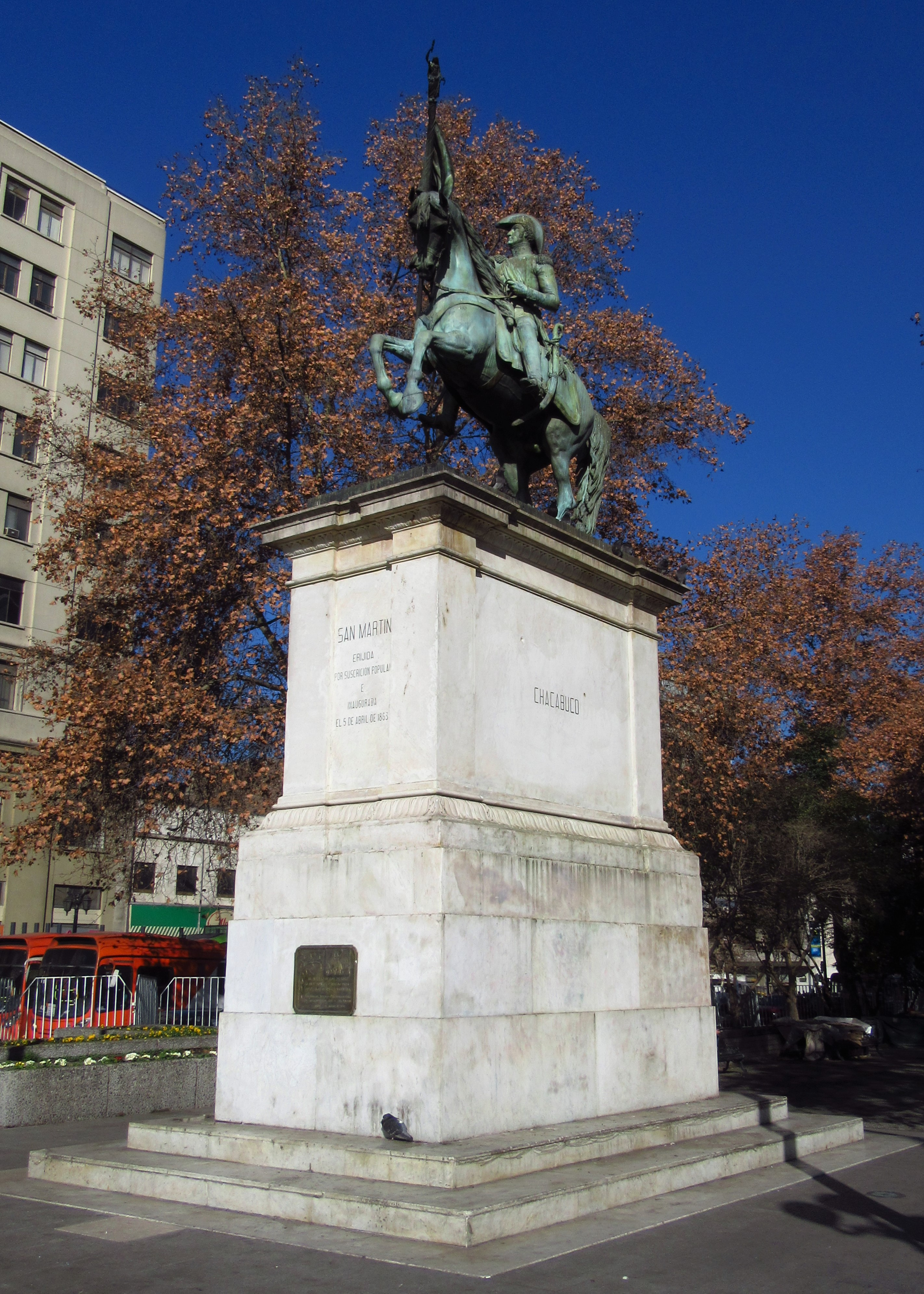
Estatua de José de San Martín.

Los principales monumentos en la Alameda corresponden a figuras militares de los próceres nacionales. Así, junto al Palacio de La Moneda, se ubican las efigies de José de San Martín, Manuel Bulnes y los de Bernardo O'Higgins y José Miguel Carrera en la Plaza de la Ciudadanía, vereda sur. En la vereda norte, donde se ubica el Palacio de Gobierno, hay una estatua en honor al Presidente Arturo Alessandri.
Cerca de la intersección de la Autopista Central y la Alameda, se ubica la estatua a Los Héroes del Combate de la Concepción. Un bello mosaico fue construido en el borde del Cerro Santa Lucía como manera de honrar a la poetisa Gabriela Mistral, además de situarse la Fuente de Neptuno en el acceso al cerro desde la Alameda. Existen decenas de otros monumentos a personajes de importancia nacional e internacional en el bandejón central de la Alameda, entre los que se cuentan:
- Monumento y Cripta de los Mártires de Carabineros de Chile
- Monseñor Crescente Errázuriz frente a la Pontificia Universidad Católica de Chile, flanqueado por los bustos de Mons. Carlos Casanueva y Abdón Cifuentes.
- Fermín Vivaceta, frente al cerro Santa Lucía
- Los hermanos Amunátegui y Andrés Bello junto a la Universidad de Chile
- Benjamín Vicuña Mackenna en la plaza homónima a los pies del cerro Santa Lucía
- Diego Barros Arana junto a la Biblioteca Nacional de Chile
- Los citados monumentos de los próceres en la Plaza de la Ciudadanía
- Monumento al Moái
- Juan Mackenna
- Ramón Freire Serrano
- José Gervasio Artigas
- Monumento a las Educadoras Isabel Le Brun de Pinochet y Antonia Tarragó
- Monumento a los Héroes del Combate de la Concepción
- Ignacio Carrera Pinto
- Memorial a las mujeres ejecutadas políticas
- Monumento a la amistad
- Monumento conceptual "Puente hacia Kiev"
- Jorge Canning
- Carlos Walker Martínez
- "León Suizo", homenaje de la colonia suiza al centenario de la Independencia de Chile.
- Juan Pablo Duarte y Diez
- Simón Bolívar
- Monumento a la República del Brasil
- Francisco Morazán Quezada
- José Miguel Infante
- Monumento Pompa Italiana
- Fuente del Encuentro (Barrio República)
- Santo Tomás de Aquino encuentra al Espíritu Santo (Alameda esquina Calle Ejército)
- Domingo Faustino Sarmiento
- Pila del Ganso
- Abdón Calderón
- San Alberto Hurtado
- Santiago Bueras y Avaria
- Obeliscos por la paz en Israel y Palestina (esquina de General Velásquez).

## Metro de Santiago

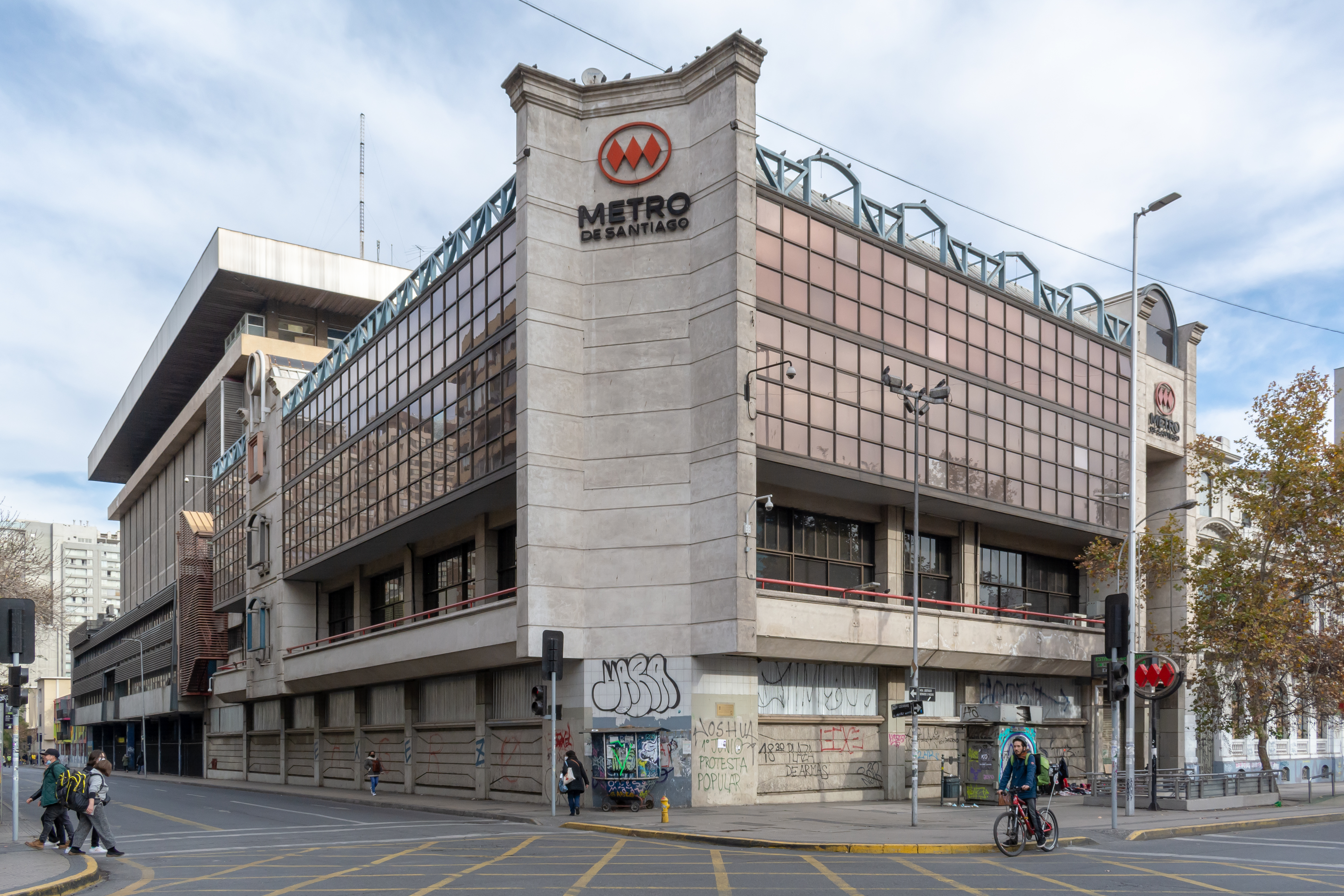
Oficinas centrales de Metro S.A.

En la esquina de Alameda con Lord Cochrane se encuentran las oficinas centrales de Metro S.A. En esta avenida se encuentra la Línea 1, que siendo la principal línea del Metro de Santiago, conecta con la Línea 2 en Los Héroes, la Línea 3 en Universidad de Chile y con la Línea 5 en Baquedano. Las estaciones que se ubican bajo esta avenida son, de poniente a oriente:
- Las Rejas
- Ecuador
- San Alberto Hurtado
- Universidad de Santiago
- Estación Central
- Unión Latinoamericana
- República
- Los Héroes
- La Moneda
- Universidad de Chile
- Santa Lucía
- Universidad Católica
- Baquedano